# Galeazzo II. Visconti

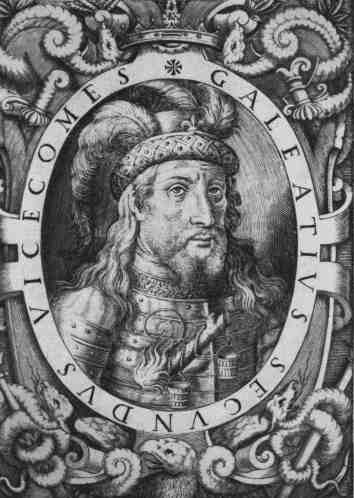
Galeazzo II., Darstellung aus dem 18. Jahrhundert

Galeazzo II. Visconti (* nach 1323; † 4. August 1378) aus der Familie Visconti war der dritte Sohn des Stefano Visconti. Bei der Aufteilung des Herrschaftsgebiets der Familie nach dem Tod des Kardinals Giovanni Visconti 1354 bekam er Pavia. 

## Leben
Galeazzo war ein Förderer Francesco Petrarcas, Gründer der Universität Pavia und ein begabter Diplomat. Er heiratete am 10. September 1350 Bianca Maria von Savoyen († 31. Dezember 1387), die Tochter des Grafen Aymon, und hatte mit ihr zwei Kinder. 
Nach einer langen Belagerung eroberte Galeazzo II. 1359 Pavia, das zum Sitz seines Hofes wurde.
Galeazzos Sohn und Nachfolger Gian Galeazzo Visconti (1351–1402) heiratete  1360 Isabelle, Tochter des Königs Johann II. von Frankreich. Seine Tochter Violante Visconti heiratete 1368 Lionel, Herzog von Clarence, einen Sohn des englischen Königs Eduard III., was die Viscontis eine Aussteuer von 200.000 Goldflorin kostete. Nach dessen Tod 1368 heiratete sie noch zwei weitere Male.
In Pavia ließ er das Castello Visconteo errichten, das sein Wohnsitz und Sitz seines Hofes wurde, und im Norden des Schlosses den großen Visconti-Park für die Jagd und Unterhaltung des Herrn. Er starb 1378 und wurde  in der Basilika San Pietro in Ciel d’Oro.